# Fasciste (insulte)
Ne doit pas être confondu avec Fascisme.

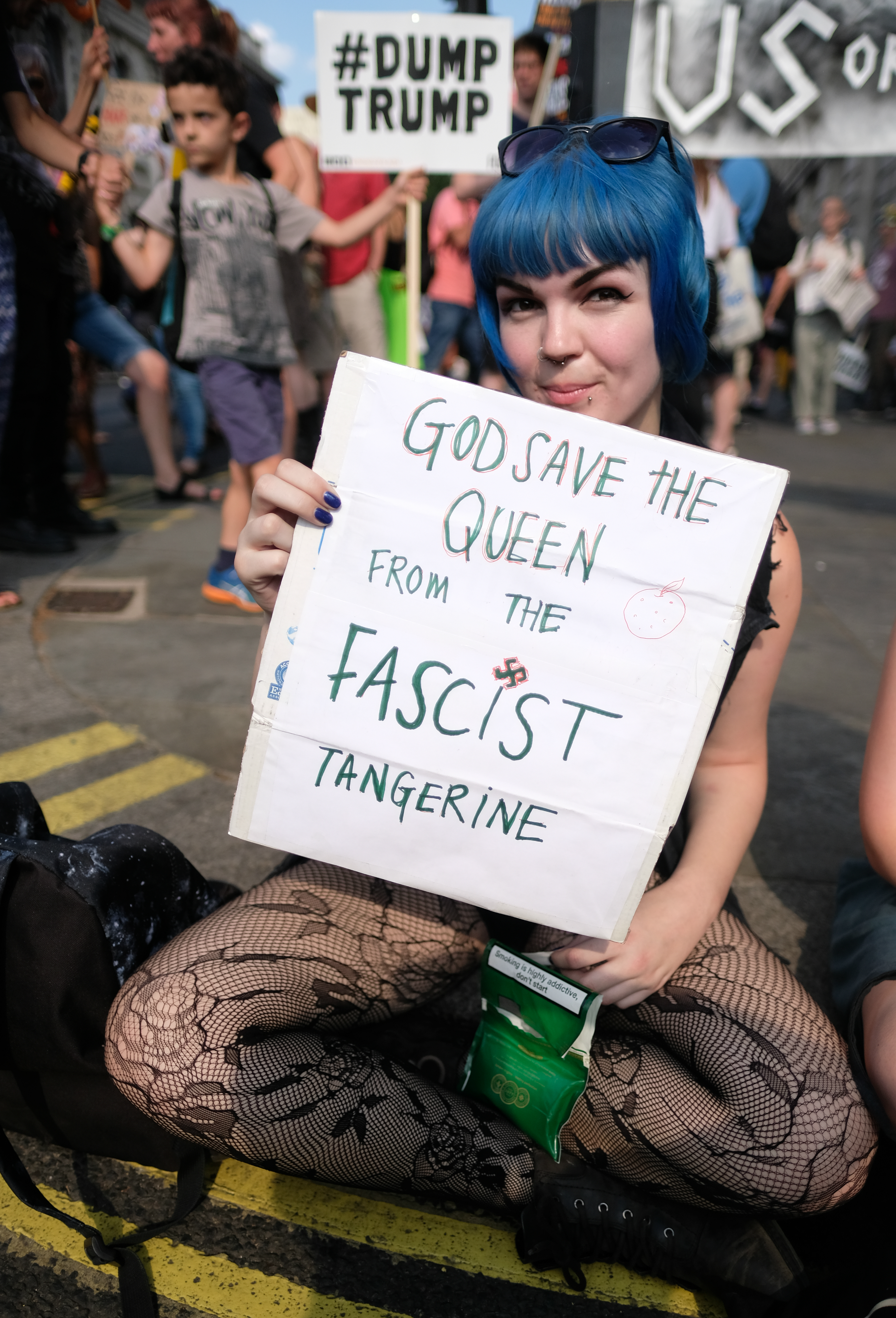
Une manifestante britannique brandit une pancarte qualifiant le président Donald Trump de « fasciste » pour protester contre sa visite officielle à Londres en 2018.

Le terme « fasciste » a été utilisé comme une épithète péjorative contre un large éventail de personnes, de mouvements politiques, de gouvernements et d'institutions depuis l'émergence du fascisme en Europe dans les années 1920. Des commentateurs politiques de gauche et de droite ont accusé leurs adversaires d'être des fascistes, à partir des années précédant la Seconde guerre mondiale. En 1928, l'Internationale communiste qualifie ses opposants sociaux-démocrates de sociaux-fascistes, tandis que les sociaux-démocrates eux-mêmes ainsi que certains partis politiques de droite accusent les communistes d'être devenus fascistes sous la direction de Joseph Staline. À la lumière du pacte Molotov-Ribbentrop, le New York Times déclare le 18 septembre 1939 que « l'hitlérisme est un communisme brun, le stalinisme est un fascisme rouge ». En 1944, l'écrivain antifasciste et socialiste George Orwell écrit dans le magazine Tribune que le fascisme a été rendu presque dénué de sens par son utilisation courante comme une insulte contre diverses personnes, et postule qu'en Angleterre, fasciste est devenu synonyme d'« intimidateur ».
Après la fin de la guerre froide, l'utilisation du fasciste comme insulte se poursuit dans l'ensemble du spectre politique de nombreux pays. Parmi ceux qualifiés de fascistes par leurs opposants au XXIe siècle figurent les participants de l'Euromaïdan en Ukraine, les nationalistes ukrainiens, le gouvernement croate, le régime baasiste syrien sous Bachar el-Assad, la république islamique d'Iran, l'ancien président des États-Unis Donald Trump, le gouvernement russe sous Vladimir Poutine (« Rashisme ») et les partisans de Sebastián Piñera au Chili.

## Utilisation politique

### Europe de l'Est
Le mouvement bolchévique et plus tard l'Union soviétique utilisent fréquemment l'épithète « fasciste », qui provient de son conflit avec les premiers mouvements fascistes allemands et italiens. L'étiquette est largement utilisée dans la presse et le langage politique pour décrire les opposants idéologiques aux bolcheviks, comme le mouvement blanc. Plus tard, de 1928 au milieu des années 1930, il est même appliqué à la social-démocratie, qui est appelée social-fascisme et même considérée par les partis communistes comme la forme de fascisme la plus dangereuse pendant un temps. En Allemagne, le Parti communiste allemand, largement contrôlé par les dirigeants soviétiques depuis 1928, utilise l'épithète de « fasciste » pour décrire à la fois le Parti social-démocrate (SPD) et le Parti nazi (NSDAP). Dans l'usage soviétique, les nazis allemands sont décrits comme des fascistes jusqu'en 1939, date à laquelle le pacte Molotov-Ribbentrop est signé, après quoi les relations nazi-soviétiques commencent à être présentées positivement dans la propagande soviétique. Pendant ce temps, les accusations selon lesquelles les dirigeants de l'Union soviétique pendant l'ère stalinienne agissaient comme des fascistes rouges sont couramment formulées par la gauche et la droite critiques. Après l'invasion allemande de l'Union soviétique en 1941, fasciste est utilisé en URSS pour décrire pratiquement toute activité ou opinion antisoviétique. Conformément à la Troisième Période, le fascisme est considéré comme la « phase finale de la crise de la bourgeoisie », qui « dans le fascisme cherchait refuge » contre les « contradictions inhérentes au capitalisme », et presque tous les pays capitalistes occidentaux sont alors fascistes, le Troisième Reich n'étant que le « plus réactionnaire »,. L'enquête internationale sur le massacre de Katyn est qualifiée de « diffamation fasciste ». L'insurrection de Varsovie est elle qualifiée d'« illégale et organisée par les fascistes ». Le communiste polonais Służba Bezpieczeństwa décrit le trotskisme, le titisme et l'impérialisme comme des « variantes du fascisme ».
Lors des manifestations d'Euromaïdan en janvier 2014, le Front antifasciste slave est créé en Crimée par le député russe Alexeï Zhuravlyov et le chef du parti Unité russe de Crimée et futur chef de la république de Crimée Sergueï Aksionov pour s'opposer au « soulèvement fasciste » en Ukraine,. Après la révolution ukrainienne de février 2014, à travers l'annexion de la Crimée par la fédération de Russie et le déclenchement de la guerre dans le Donbass, les nationalistes russes et les médias d'État utilisent ce terme. Ils décrivent fréquemment le gouvernement ukrainien après Euromaïdan comme « fasciste » ou « nazi », et utilisent en même temps des remarques antisémites, comme par exemple en les accusant « d'influence juive », et en déclarant qu'ils répandaient de la « propagande gay » et d'activisme anti-LGBT,,.
Dans son discours du 21 février 2022, qui déclenche l'invasion russe de l'Ukraine en 2022, le président russe Vladimir Poutine accuse l'Ukraine d'être « gouvernée par des néonazis qui persécutent la minorité ethnique russe et les Ukrainiens russophones »,. Les affirmations de Vladimir Poutine concernant la « dénazification » ont été largement décrites comme « absurdes ». Alors que le spectre politique en Ukraine a une frange d'extrême droite, comme le bataillon Azov d'origine et le parti Secteur droit, liée aux néonazis, les experts décrivent la rhétorique de Poutine comme exagérant grandement l'influence des groupes d'extrême droite en Ukraine ; il n'y a pas de soutien généralisé à l'idéologie au sein du gouvernement, de l'armée ou de l'électorat. De plus, des organisations d'extrême droite russes existent également, comme le Mouvement impérial russe, longtemps actif dans le Donbass. Le président ukrainien Volodymyr Zelensky, qui est juif, rejette les allégations de Poutine, déclarant que son grand-père avait servi dans l'armée soviétique en combattant les nazis.
Plusieurs politiciens ukrainiens, chefs militaires et membres de la société civile ukrainienne accusent également la fédération de Russie d'être un pays fasciste,,. Le terme Rashism ou Ruscisme est un mélange de « Russie » et de « fascisme ».

### Monde anglo-saxon
En 1944, l'écrivain anglais, socialiste démocrate et antifasciste George Orwell écrit sur l'utilisation excessive du terme comme épithète, arguant :

« On verra que, tel qu'il est utilisé, le mot « fascisme » est presque entièrement dénué de sens. Dans la conversation, bien sûr, il est utilisé encore plus sauvagement que dans l'imprimé. J'ai entendu dire qu'il s'appliquait aux agriculteurs, aux commerçants, au Crédit Social, aux châtiments corporels, à la chasse au renard, à la tauromachie, au Comité de 1922, au Comité de 1941, à Kipling, à Gandhi, à Tchang Kaï-chek, à l'homosexualité, aux émissions de Priestley, aux auberges de jeunesse, l'astrologie, les femmes, les chiens et je ne sais quoi d'autre... Les personnes qui lancent imprudemment le mot « fasciste » dans toutes les directions y attachent en tout cas une signification émotionnelle. Par « fascisme », ils entendent, grosso modo, quelque chose de cruel, sans scrupule, arrogant, obscurantiste, anti-libéral et anti-ouvrier. À l'exception du nombre relativement restreint de sympathisants fascistes, presque tous les Anglais accepteraient « bully » comme synonyme de « fasciste ». C'est à peu près aussi proche d'une définition que ce mot dont on abuse beaucoup »

Aux États-Unis, fasciste est utilisé à la fois par la gauche et la droite, et son utilisation dans le discours politique américain est controversée. Plusieurs présidences américaines ont été qualifiées de fascistes. En 2004, Samantha Power, chargée de cours à la John F. Kennedy School of Government de l'Université de Harvard, reflète les propos d'Orwell d'il y a 60 ans lorsqu'elle déclare : « Le fascisme — contrairement au communisme, au socialisme, au capitalisme ou au conservatisme — est un mot calomnieux plus souvent utilisé pour marquer ses ennemis qu'il ne s'agit d'un descripteur utilisé pour les éclairer. »[réf. nécessaire].

### Péninsule coréenne
En Corée, le terme « fasciste » est utilisé dans un sens légèrement différent en comparaison d'autres régions, comme l'Europe et les Amériques. En Corée du Sud, le fait de montrer une vision ultra-nationaliste basée sur les Coréens n'est pas qualifié de « fasciste », les « Chinilpa » ou « Tochak Waegu (en) » ayant tendance à être qualifiés de « fascistes ». Par conséquent, le terme « fasciste » en Corée a une signification similaire à « colonialiste » ou « traître ». Les libéraux et progressistes sud-coréens soutiennent que les « Chinilpa » ont toujours des intérêts directs en Corée du Sud, les critiquant pour avoir terni la société sud-coréenne avec la corruption, l'autoritarisme et le défaitisme. Les libéraux sud-coréens se réfèrent à « Tochak Waegu » ou « fasciste » lorsqu'ils blâment les conservateurs.
Lorsque la Corée était sous la domination japonaise, les élites conservatrices de Corée ont coopéré avec l'empire du Japon et ont même été impliquées dans des crimes de guerre dans l'Empire japonais, y compris pendant la guerre du Pacifique. Ainsi, les libéraux sud-coréens, les progressistes, les nationalistes de gauche et les socialistes (y compris la faction Juche) en sont venus à assimiler « Chinilpa » à « fasciste ». Même maintenant, certains mouvements conservateurs en Corée du Sud sont liés aux « Chinilpa ». Paradoxalement, cela fait que la théorie de la suprématie ultranationaliste de la race coréenne « anti-Chinilpa » n'est pas critiquée comme « fasciste ». En Corée du Nord, le système est considéré comme similaire au fascisme japonais par certains chercheurs, mais la Corée du Nord est considérée comme ayant fait mieux que la Corée du Sud en supprimant le terme de « Chinilpa ».

## Explication possible de l'utilisation libre de ce terme
Certains groupes marxistes, tels que la section indienne Quatrième Internationale et les groupes hecmatistes en Iran et en Irak, ont fourni des explications sur la raison pour laquelle l'épithète « fasciste » devrait être appliquée à des groupes tels que le mouvement Hindutva et la république islamique d'Iran après 1979, ou des sections islamiques actives pendant la guerre en Irak,.